# 延巴赫附近布赫
延巴赫附近布赫是奥地利蒂罗尔州施瓦茨县的一个市镇。总面积9.49平方公里，总人口2524人，人口密度266.0人/平方公里（2005年）。